# Тешел (язовир)
„Тѐшел“ е язовир в южна България, на границата на землищата на Борино и Ягодина, който е част от Каскадата „Доспат-Въча“ на Националната електрическа компания.
Разположен е под Буйновското ждрело и непосредствено над образуването на река Въча при село Тешел и е пуснат в експлоатация през 1984 година. Той служи за долен дневен изравнител на намиращия се в съседство ВЕЦ „Тешел“, през който в него се вливат водите от горното стъпало на каскадата. Освен тях язовирът се захранва от Буйновска река, вливаща се в него чрез водохващане. Завиреният му обем е 1,4 милиона кубични метра, а залятата площ – 10 хектара.
Язовирната стена е висока 30 метра и с дължина по короната 200 метра. Тя е изградена върху сложна геоложка основа, която налага множество промени в проектите, включително в хода на строителството. Преливникът е с капацитет 354 m³/s и отвежда водите по дълъг 400 метра тунел. В него се зауства и друг тунел от основния изпускател на язовира. Основната част от водите на язовира се отвежда чрез водовземна кула към главната напорна деривация на ВЕЦ „Девин“.
В язовира се среща шаран, уклей и бял амур, но той се охранява и е забранен за риболов.